# Білий пароплав
«Білий пароплав» — радянський художній фільм, поставлений на кіностудії «Киргизфільм» у 1975 році режисером Болотбеком Шамшиєвим за однойменною повістю Чингіза Айтматова.

## Сюжет
Відірвані від світу — семирічний хлопчик і шестеро дорослих — живуть в заповідному лісі. Хлопчик самотній. Батьків замінює знавець народних переказів, старий Момун. Світ сказань і прекрасних легенд, які сприймаються вразливою дитиною, схильною до казкового сприйняття дійсності, заходить у суперечність із жорстокою реальністю світу дорослих людей, зайнятих власними проблемами.

## У ролях
- Нургази Сидигалієв — хлопчик
- Сабіра Кумушалієва — Кариз
- Орозбек Кутманалієв — Орозкул
- Асанкул Куттубаєв — Момун
- Айтурган Темірова — Гульджамал
- Назіра Мамбетова — Бекей
- Чоробек Думанаєв — Кулубек
- Даркуль Куюкова — шаманиха
- Марат Рискулбеков — Сейдахмат

## Знімальна група
- Сценарій — Чингіз Айтматов, Болотбек Шамшиєв
- Режисер — Болотбек Шамшиєв
- Оператор — Манасбек Мусаєв
- Художник — Володимир Донсков
- Композитор — Альфред Шнітке